# Michele Novaro
ha saputo, sia pure per lo straordinario successo di un'unica composizione, lasciare un segno
indelebile di sé nella nostra cultura nazionale.»
(Benedetti, p. 64)
Michele Novaro (Genova, 23 dicembre 1818 – Genova, 20 ottobre 1885) è stato un compositore e patriota italiano.

## Biografia
Michele Novaro, nato a Genova, in Liguria, da poco donata al regno di Sardegna dal Congresso di Vienna, è il compositore della musica dell'inno nazionale italiano, Il Canto degli Italiani, su testo di Goffredo Mameli. Forse per la sua indole modesta, non trasse mai grandi vantaggi da questa composizione. La sua attività si basò soprattutto sulla composizione di inni e di canti patriottici da offrire, per le loro forti idee liberali, alla causa del Risorgimento italiano. Fu autore anche delle musiche di un componimento in forma di inno del poeta piemontese Giuseppe Bertoldi.
Nel 1847 era a Torino, con un contratto di secondo tenore e maestro dei cori dei Teatri Regio e Carignano. Convinto liberale, pose il suo talento compositivo al servizio della causa d'indipendenza, musicando molti canti patriottici e organizzando varie raccolte di fondi per finanziare e sostenere le imprese di Giuseppe Garibaldi. Tornato a Genova, fra il 1864 e il 1865 fondò una Scuola Corale Popolare, ad accesso gratuito, alla quale dedicò tutto il suo impegno. 
Morì in disparte, il 20 ottobre 1885, tra difficoltà finanziarie e problemi di salute. Per iniziativa dei suoi ex allievi, gli venne eretto un monumento funebre nella sua città natale nel cimitero monumentale di Staglieno, accanto alla tomba di Giuseppe Mazzini.

## Composizioni
- Una battaglia e altri pezzi per orchestra
- Musica da camera
- Ballabili
- La raccolta Viva l'Italia!, contenente la storia
- Il Canto degli Italiani, su testo di Goffredo Mameli, 1847
- Altri inni di guerra, tra cui Suona la tromba su testo di Goffredo Mameli
- 4 Contradanze per pianoforte, 1850
- I bougianen, su testo di Angelo Brofferio, 1865[4]
- Ö mego pe forza, su testo di Niccolò Bacigalupo, 1874[5]
- Liriche

## Opere didattiche
- Raccolta di regole d'armonia[6]

## Nella cultura di massa
- È citato insieme a Goffredo Mameli nella canzone Sfiorivano le viole di Rino Gaetano
- È citato nella canzone Cose che non capisco di Caparezza, nell'album Il sogno eretico.